# Mantoida nitida
Mantoida nitida är en bönsyrseart som beskrevs av Newman 1838. Mantoida nitida ingår i släktet Mantoida och familjen Mantoididae. Inga underarter finns listade i Catalogue of Life.